# Ottar svarte
Ottar svarte (Óttarr svarti), c:a 994 – 1060, var en isländsk furstelovskald som enligt Skáldatal besjungit kungarna Sven Tveskägg, Olof Skötkonung, Anund Jakob, Olav den helige och Knut den store. Han var systerson till skalden Sighvat Tordsson.

## En kärleksdikt
Ottar tycks vid unga år ha blivit hirdman hos Olof Skötkonung och deltog åren 1017 – 1018 i fredsförhandlingarna mellan denne och Olav den helige. Någon gång vid denna tid tycks Ottar också ha förälskat sig i kungadottern Astrid. Han diktade då ett kväde om (eller till) henne, som innehöll "så starka uttryck, att de nästan anspelade på ett kärleksförhållande".  Detta vållade honom obehag när han efter kung Olofs död år 1022 kom till Norge. Olav, som år 1019 hade gift sig med Astrid, hade hört ett rykte om detta kväde och blivit så förbittrad att han genast lät gripa skalden och slå honom i järn. Det var hans avsikt att dräpa honom.
Sighvat skald ville gärna rädda sin systerson. Han gick till mörkastugan där Ottar satt fängslad och bad att få höra kvädet om Astrid. Sedan sa han: "Starka uttryck har du tagit till i ditt kväde, och inte är det underligt att kungen är vred. (---) Men nu ska vi vända litet på de verser i drapan som har de värsta orden, och sedan ska du dikta ett nytt kväde om kungen själv." 
Tanken var att kungen nog ville höra det förgripliga kvädet innan han lät avrätta Ottar. Därför skulle skalden inte sluta sjunga utan genast fortsätta med det nya lovkvädet om kungen. Så skedde också. När kungen lyssnat på det censurerade Astridskvädet och därefter på lovkvädet om sig själv, frågade han Ottar om denne skulle bli nöjd med att få sitt huvud i lön för drapan. Ottar svarade att en sådan lön vore storartad även om huvudet var föga fagert. Kungen bättrade då på gåvan med en stor guldring.
Ottar blev nu Olavs hirdman, men troligen har han ändå inte känt sig riktigt trygg hos den norske kungen ty han lämnade honom senare och begav sig till Knut den store, Olavs motståndare. Därmed försvinner han ur historieskrivningen och föga mer är känt om hans liv.

## Verk
Ottars i Skáldatal antydda drapa om Sven Tveskägg måste ha tillkommit före 1014, såvida det inte var ett arvekväde. Det är i vilket fall som helst restlöst förlorat.
Kvädet till prinsessan Astrid, diktat innan hon träffade kung Olav, finns inte heller kvar, varken i ursprungligt eller senare censurerat skick.
Att Ottar, som Skáldatal säger, besjungit Astrids bror Anund Jakob, är mycket sannolikt eftersom denne påbörjade sin regering medan Ottar ännu befann sig i Sverige. Ingenting av detta har emellertid bevarats.
- Drapa till Olof Skötkonung (Óláfsdrápa sænska). Ottar har säkert gjort flera kväden om Olof Skötkonung. Brottstycken ur ett sådant, sex halvstrofer på hálfhnept (halvklämt) versmått[2] har överlevt i Skáldskaparmál.
- Huvudlösendrapa (Hǫfuðlausn). Av denna dikt om kung Olav, varigenom skalden köpte sig sitt liv, återstår 20 strofer. De bär tydliga likheter med morbrodern Sighvats Víkingarvísur. Drapan handlar om Olavs krigiska bragder fram till dess att han blev kung i Norge. Det är i en av dessa strofer som för första gången berättas hur London Bridge revs ner – något som senare givit upphov till den sannolikt felaktiga tron att barnramsan London Bridge is Falling Down skulle vara ett minne av Olavs härjningar.[3]
- Knútsdrápa är Ottars tredje bevarade huvuddikt, av vilken elva strofer finns i Knytlingasagan, Heimskringla och Skáldskaparmál. Drapan handlar om Knut den stores väg till makten och bör vara författad efter 1025 eftersom en av stroferna nämner slaget vid Helgeå. Ottar sägs i skaldelön ha fått så många silverpenningar som Knuts guldhjälm kunde rymma.

Slutligen finns också två lausavísur ur obestämbara dikter.